# Eriopus pacificus
Eriopus pacificus är en bladmossart som beskrevs av Fleischer 1922. Eriopus pacificus ingår i släktet Eriopus och familjen Hookeriaceae. Inga underarter finns listade i Catalogue of Life.